# WTA-toernooi van Iași
Het WTA-toernooi van Iași is een jaarlijks terugkerend tennistoernooi voor vrouwen dat wordt georganiseerd in de Roemeense stad Iași. De officiële naam van het toernooi is UniCredit Iași Open.
De WTA organiseert het toernooi, dat wordt gespeeld op gravelbanen en dat oorspronkelijk in de categorie "WTA 125" viel.
De eerste editie vond plaats in 2022 en werd gewonnen door de Roemeense Ana Bogdan, die een jaar later haar titel prolongeerde.
Enkele weken eerder, in juli, wordt door de ATP op dezelfde locatie een challengertoernooi voor de mannen georganiseerd, onder de naam Concord Iași Open.
In 2024 promoveerde het toernooi naar de categorie WTA 250.

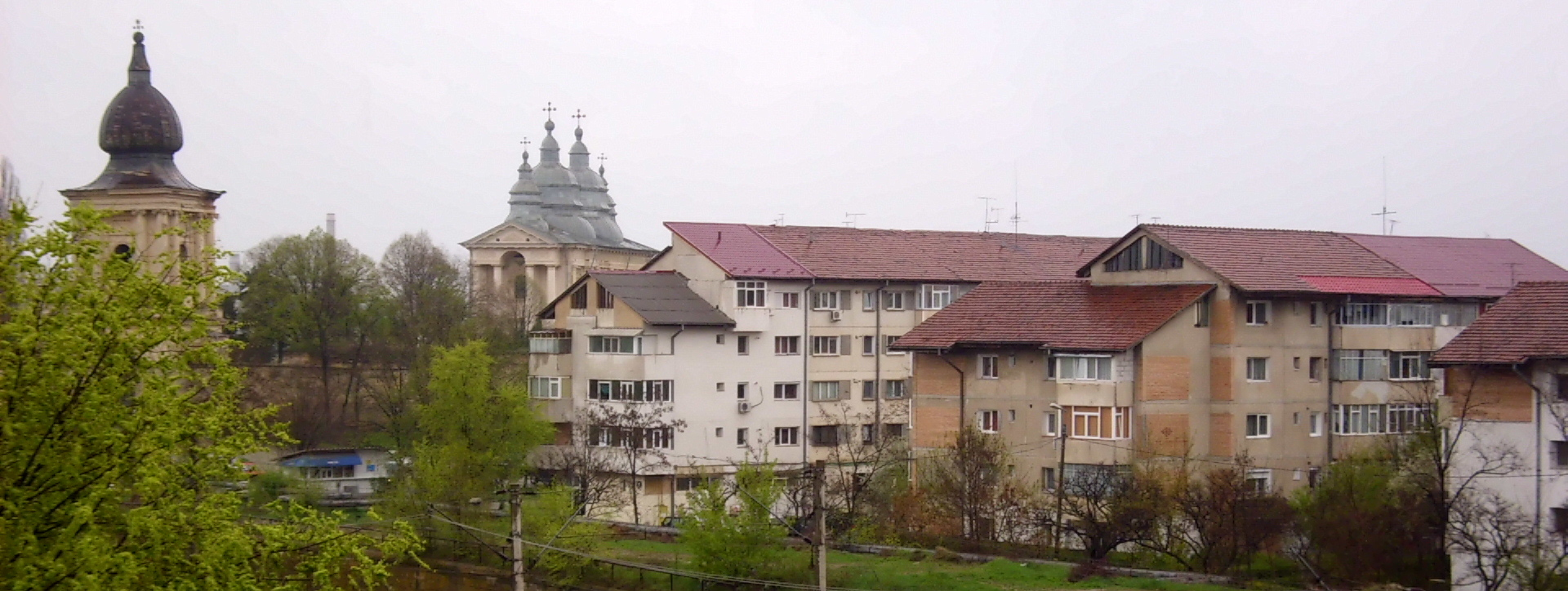
Aanzicht van Iași

## Officiële toernooinamen
| 2022–2023  | BCR Iași Open       |
| 2024–heden | UniCredit Iași Open |

## Meervoudig winnaressen enkelspel
| speelster  | aantal titels | in de jaren |
| ---------- | ------------- | ----------- |
| Ana Bogdan | 2             | 2022, 2023  |

## Finales

### Enkelspel
| Datum      | Naam                | Cat.    | ($)     | Ondergrond | Winnares           | Verliezend finaliste | Uitslag             |         |
| ---------- | ------------------- | ------- | ------- | ---------- | ------------------ | -------------------- | ------------------- | ------- |
| 2022-08-01 | BCR Iași Open       | WTA 125 | 115.000 | gravel     | Ana Bogdan         | Panna Udvardy        | 6-2, 3-6, 6-1       | details |
| 2023-07-17 | BCR Iași Open       | WTA 125 | 115.000 | gravel     | Ana Bogdan         | Irina-Camelia Begu   | 6-2, 6-3            | details |
| 2024-07-21 | UniCredit Iași Open | WTA 250 | 267.082 | gravel     | Mirra Andrejeva    | Elina Avanesjan      | 5-7, 7-5, 4-0, opg. | details |
| 2025-07-20 | UniCredit Iași Open | WTA 250 | 275.094 | gravel     | Irina-Camelia Begu | Jil Teichmann        | 6-0, 7-5            | details |

### Dubbelspel
| Datum      | Naam                | Cat.    | ($)     | Ondergrond | Winnaressen                       | Verliezend finalistes              | Uitslag          |         |
| ---------- | ------------------- | ------- | ------- | ---------- | --------------------------------- | ---------------------------------- | ---------------- | ------- |
| 2022-08-01 | BCR Iași Open       | WTA 125 | 115.000 | gravel     | Darja Astachova Andreea Roșca     | Réka Luca Jani Panna Udvardy       | 7-5, 5-7, [10-7] | details |
| 2023-07-17 | BCR Iași Open       | WTA 125 | 115.000 | gravel     | Veronika Erjavec Dalila Jakupović | Irina Maria Bara Monica Niculescu  | 6-4, 6-4         | details |
| 2024-07-21 | UniCredit Iași Open | WTA 250 | 267.082 | gravel     | Anna Danilina Irina Chromatsjova  | Aleksandra Panova Jana Sizikova    | 6-4, 6-2         | details |
| 2025-07-20 | UniCredit Iași Open | WTA 250 | 275.094 | gravel     | Veronika Erjavec Panna Udvardy    | María Lourdes Carlé Simona Waltert | 7-5, 6-3         | details |